# Моложва
Моложва — деревня в Печорском районе Псковской области России. Входит в состав сельского поселения «Круппская волость».
Расположена на севере района, на берегу реки Моложевка, в 2 км от её впадения в Псковское озеро, в 1 км к юго-востоку от волостного центра, деревни Крупп.
В 2 км к западу от деревни проходит граница РФ с Эстонией.

## Население
Численность населения деревни составляет 200 жителей (2000 год).
| 2001 | 2002 | 2010 |
| ---- | ---- | ---- |
| 200  | ↗202 | ↘178 |